# Trận Heraclea
Trận Heraclea đã diễn ra năm 280 TCN giữa người La Mã dưới sự chỉ huy của chấp chính quan Publius Valerius Laevinus và lực lượng kết hợp của người Hy Lạp từ Ipiros, Tarentum, Thurii, Metapontum, và Heraclea dưới sự chỉ huy của vua Pyrros của Ipiros.

## Bối cảnh
Tarentum là một thuộc địa Hy Lạp, một phần của Magna Graecia. Các thành viên của phe lãnh đạo tại Tarentum, những người dân chủ dưới sự lãnh đạo của Philocharis hoặc Ainesias, đã chống lại Rome, bởi vì họ biết rằng nếu những người La Mã tiến vào Taranto người Hy Lạp sẽ mất đi sự độc lập của họ. Người Hy Lạp tại Tarentum đã trở nên lo sợ sự bành trướng của người La Mã sau chiến tranh Samnite lần thứ ba. Sau khi người Samnites đầu hàng trong năm 290 TCN, người La Mã thành lập nhiều thuộc địa ở Lucania và Apulia, quan trọng nhất là Venusia. Năm 282 TCN, sau khi một trận chiến chống lại người Samnites, Lucanian, Bruttian và Thurii, quân La Mã tiến vào các thuộc địa Hy Lạp ở Ý bao gồm Croton, Lokroi, và Rhegium. Phe Dân chủ của Tarentum biết rằng ngay sau khi Rome kết thúc cuộc chiến với người Gauls, Lucanian, Etruscan, Samnite, và Bruttia, họ sẽ chiếm Tarentum. Một sự kiện có liên quan người Tarentines là phe quý tộc của Thurii mà nắm quyền lực đã mời một đơn vị đồn trú La Mã vào thành phố của họ; người Tarentines, những người đã từng là biểu tượng của tất cả các thuộc địa ở Magna Graecia, đã rất lo lắng về thực tế này.
Phe thứ hai ở Tarentum là quý tộc, do Agis, người không phản đối việc đầu hàng Rome, vì nó sẽ dẫn đến sự trở lại của phe quý tộc nắm quyền. Các quý tộc, tuy nhiên, không thể đầu hàng trực tiếp và điều này sẽ khiến họ mất sự ủng hộ của người dân. Mùa thu năm 282 TCN, Tarentum tổ chức lễ hội thờ thần Dionysus của họ, trong khi ở nhà hát của mình trước biển, họ nhìn thấy mười tàu La Mã, với binh sĩ và đồ tiếp tế cho quân lính La Mã ở Thurii, đi vào Vịnh Taranto . Người Tarentine đã tức giận, bởi vì những người La Mã đã ký một thỏa thuận không đi thuyền vào Vịnh Taranto, và họ chuẩn bị lực lượng hải quân của họ để tấn công các tàu La Mã. Một vài trong số các tàu bị chìm, và một bị bắt.
Người Tarentines biết rằng họ có ít cơ hội chiến thắng khi chống lại Rome. Họ quyết định mời Pyrros tới giúp đỡ, vua của Ipiros. Quân đội và hạm đội của Taranto chuyển đến Thurii và giúp phe dân chủ trục xuất phe quý tộc. Đơn vị đồn trú La Mã đặt ở Thurii phải rút lui.
Người La Mã đã gửi một sứ mệnh ngoại giao để giải quyết vấn đề và giải phóng các tù nhân, nhưng các cuộc đàm phán đã kết thúc đột ngột, do đó, La Mã tuyên chiến với Tarentum. Năm 281 TCN, quân đoàn La Mã dưới sự chỉ huy của Lucius Aemilius Barbula tiến đến Tarentum và cướp phá nó. Tarentum, với người Samnite và quân tiếp viện người Salentinia, sau đó bị thua một trận chiến chống lại người La Mã. Sau trận đánh người Hy Lạp đã chọn Agis ký một thỏa thuận ngừng chiến và bắt đầu cuộc đàm phán ngoại giao. Những cuộc đàm phán cũng đã đổ vỡ khi 3.000 quân từ Ipiros dưới sự chỉ huy của Milon tiến vào thị trấn. Chấp chinh quan La Mã rút và bị thiệt hại từ cuộc tấn công của những con tàu Hy Lạp.
Pyrros quyết định giúp đỡ Tarentum bởi vì họ đã giúp ông chinh phục đảo Corcyra trước đó. Ông cũng biết rằng ông có thể tin cậy vào sự giúp đỡ từ người Samnites, Lucania, Bruttia, và một số bộ tộc Illyria. Mục tiêu cuối cùng của ông là chinh phục lại Macedonia, mà ông đã bị mất trong năm 285 TCN, nhưng không có đủ tiền để tuyển mộ binh lính. Ông lên kế hoạch để giúp Tarentum, sau đó đi đến Sicilia và tấn công Carthage. Sau khi chiến thắng một cuộc chiến tranh chống lại Carthage và chiếm miền Nam Ý, ông sẽ có đủ tiền để tổ chức một đội quân hùng mạnh và chiếm Macedonia.

## Chuẩn bị
Trước khi ông rời Ipiros, Pyrros thành lập một liên minh, mượn quân và tiền bạc từ vua Macedonia, Ptolemaios Keraunos. Bạn bè của ông suốt thời gian dài và đồng minh Ptolemaios II Philadelphos, vua của triều đại Ptolemaios Ai Cập, cũng hứa sẽ gửi 9.000 binh sĩ và 50 con voi chiến. Ông cũng tuyển dụng kị binh từ Thessaly và cung thủ từ Rhodes - vì những vị vua cai trị của họ muốn tránh một cuộc chiến tranh với Ipiros. Mùa xuân năm 280 TCN Pyrros đã đổ bộ mà không có thiệt hại ở Ý.
Sau khi nghe khi Pyrros đến Ý, La Mã huy động tám quân đoàn với lính đồng minh, tổng cộng khoảng 80.000 binh sĩ. Họ chia nó thành bốn đội quân:
- Một đội quân dưới sự chỉ huy của Barbula, với mục đích để đánh lạc hướng người Samnite và Lucania vì vậy họ không thể tham gia quân đội Pyrros. Họ được đặt ở Venusia.
- Một đội quân thứ hai ở lại phía sau để bảo vệ Rome.
- Một đội quân thứ ba dưới sự chỉ huy của chấp chính quan Tiberius Coruncanius hành quân chống lại người Etruscan, để tránh một liên minh giữa họ và Pyrros.
- Một đội quân thứ tư dưới sự chỉ huy của Publius Valerius Laevinus hành quân đến Tarentum. Họ cũng cướp phá Lucania.

Publius Laevinus di chuyển theo hướng về Heraclea, một thành phố được thành lập bởi người Tarentines, với ý định chia cắt Pyrros khỏi các thuộc địa Hy Lạp của Calabria, như vậy tránh được cuộc nổi dậy của họ chống lại Rome.

## Trận đánh
Pyrros đã không hành quân chống lại người La Mã trong khi ông đang chờ đợi viện binh từ đồng minh của ông. Khi ông hiểu rằng quân tiếp viện đã không đến, ông quyết định chống lại người La Mã trên một đồng bằng gần sông Siris (hiện nay là Sinni), giữa Pandosia và Heraclea. Pyrros đã chiếm vị trí đó và chờ đợi. Trước khi giao tranh, ông ta gửi cho các nhà ngoại giao đến chỗ chấp chính quan La Mã, đề xuất rằng ông có thể phân xử các xung đột giữa Rome và dân cư của miền nam Ý. Ông hứa rằng các đồng minh của ông được công nhận ông là người phán xét và yêu cầu tương tự từ những người La Mã. Người La Mã đã từ chối yêu cầu của ông, và tiến đến đồng bằng phía bên phải của sông Siris nơi họ lập trại.
Không rõ là có bao nhiêu quân mà Pyrros đã để lại ở Tarentum, nhưng ông có lẽ đã có khoảng 25-35,000 quân với ông tại Heraclea. Ông đã chiếm vị trí trên bờ trái của Siris, hy vọng rằng những người La Mã sẽ gặp khó khăn khi vượt sông, mà sẽ cho phép ông có thêm thời gian để chuẩn bị cuộc tấn công của mình. Ông bố trí các đơn vị bộ binh nhẹ gần sông để cho ông ta biết khi nào người La Mã bắt đầu vượt sông, và lập kế hoạch đầu tiên để tấn công họ với kỵ binh và voi của mình. Valerius Laevinus đã có khoảng 30.000 binh sĩ dưới quyền chỉ huy của ông, trong đó có nhiều kỵ binh, lính phóng lao, và lính giáo. Đây sẽ là lần đầu tiên trong lịch sử mà hai hình thái chiến tranh khác nhau giao chiến: quân đoàn La Mã, và đội hình Phalanx của Macedonia.
Lúc bình minh, người La Mã bắt đầu vượt qua sông Siris. Kỵ binh La Mã tấn công vào sườn đội quân trinh sát và bộ binh nhẹ, những người bị buộc phải bỏ chạy.
Khi Pyrros biết được rằng những người La Mã đã bắt đầu vượt sông, ông đã dẫn kỵ binh Macedonia và Thessaly của ông tấn công kỵ binh La Mã. Bộ binh của ông, với lính phóng lao, cung thủ và bộ binh nặng, cũng bắt đầu hành quân hướng về phía họ. Kỵ binh Epirote thành công trong việc phá vỡ sự hình thành đội hình của người La Mã, và sau đó rút lui. Lính phóng lao của Pyrros và cung thủ đã bắt đầu bắn và phalanx của ông bắt đầu tấn công.
Đội hình phalanx thực hiện bảy cuộc tấn công, nhưng không thể phá vỡ các quân đoàn. Họ đã gặp một kẻ thù mạnh hơn mà chưa từng gặp phải. Người La Mã đã bảy lần tấn công, nhưng họ cũng không thể phá vỡ phalanx. Bầu không khí của trận đánh là rất căng thẳng. Tại một điểm, trận chiến đang ở giai đoạn cao độ mà Pyrros - nhận ra rằng nếu ông ta hi sinh trong chiến đấu, binh lính của ông sẽ mất tinh thần và vì lý do đó - ông đổi giáp với một trong những người bạn của ông. Do đó, ông đã được cứu sống ông nhưng rồi ông suýt nữa thì thua trận. Ấy là do người mặc áo giáp của Pyrros bị giết và quân La Mã cầm cái mũ dễ nhận của ông mà rêu rao khắp chiến trường. Quân La Mã reo hò mừng rỡ, còn ba quân Hy Lạp thì kinh hoàng than khóc và trở nên hoảng loạn. Trước tình cảnh ấy, vua Pyrros buộc phải ngẩng cao đầu, cưỡi ngựa chạy khắp hàng quân, và hét lên với các chiến binh biết ông vẫn còn sống.
Cuối cùng, lực lượng tượng binh hùng hậu của ông xông lên, làm tiêu tan quân La Mã. Hoảng sợ quá, đám Kỵ binh La Mã phải bỏ chạy, và thừa thắng, Pyrros thân chinh cầm đầu lực lượng Kỵ binh Thessalia tinh nhuệ xung phong đánh tan tac đám tàn quân La Mã, gây cho họ tổn thất nặng nề. Người La Mã phải chạy tháo thân để lại doanh trại của họ và Pyrros liền chiếm lĩnh lấy nó. Có sự mâu thuẫn giữa các nguồn về thương vong. Hieronymus của Cardia ghi nhận là quân La Mã mất khoảng 7 nghìn binh sĩ trong khi Quân đội vua Pyrros mất khoảng 3 nghìn binh sĩ. Nhưng Dionysius đưa ra số lượng thương vong là 15 nghìn quân đối với La Mã và 13 nghìn quân đối với Hy Lạp. Trong số đó, không ít chiến binh trung thành, tinh nhuệ bậc nhất của Pyrros, và những người bạn hữu của ông đã ngã xuống hy sinh.

## Lực lượng

### Ipiros
Chỉ huy: Pyrros
- 3.000 hypaspist dưới quyền Milon
- 20.000 phalangites, Epirotes trong đó có 5.000 binh sĩ Macedonia nhận từ Ptolemaois
- 6.000 lính hoplite người Tarentine
- 4.000 kỵ binh, bao gồm cả đội ngũ người Thessalia và 1.000 kỵ binh Tarentine
- 2.000 cung thủ
- 500 lính phóng thạch thủ Rhodes
- 20 con voi chiến

### La Mã
Chỉ huy:Publius Valerius Laevinus
- 20.000 lính La Mã, trong bốn quân đoàn
- 16.800 quân đồng minh, trong bốn quân đoàn
- 2.400 bộ binh, người Bruttia và Campania
- 1.200 kỵ binh La Mã
- 3.600 kỵ binh đồng minh
- 1.200 kỵ binh nhẹ từ các đồng minh miền Nam Ý

## Kết quả
Sau trận đánh, quân tiếp viện từ phía nam nước Ý gia nhập quân đội của Pyrros. Người Hy Lạp ở Rhegium muốn tham gia với ông bị thảm sát bởi các chiến binh La Mã dưới sự chỉ huy của Decius Vibelius, người đã được công bố như là người cai trị của thành phố. Pyrrhus sau đó bắt đầu tiến vào Etruria. Ông chiếm nhiều thị trấn nhỏ ở Campania, và lực lượng của ông cướp bóc Latium